# Ali Baba (1954)
Ali Baba ist ein französischer Fantasy-, Abenteuer- und Komödienspielfilm aus dem Jahr 1954 von Jacques Becker. Der Film behandelt die berühmte Märchenerzählung Ali Baba und die vierzig Räuber (Märchen) aus den Geschichten aus Tausendundeiner Nacht. In den Hauptrollen spielen Fernandel als Ali Baba, die ägyptische Bauchtanzlegende Samia Gamal als Morgiane, und Dieter Borsche als Anführer der vierzig Räuber.

## Handlung
„Es war einmal …“ – so fängt auch dieses Märchen von Ali Baba und den 40 Räubern an. In einer kleinen Wüstenstadt im Orient lebt der tapfere, bauernschlaue und großzügige Ali Baba, ein Freund der Armen und Diener des reichen Händlers Cassim. Für ihn erledigt er Geschäfte und kümmert sich um Haus und Harem. Der neueste Auftrag seines Herrn lautet, ihm auf dem Sklavenmarkt eine oder zwei Frauen zu kaufen. Ali ersteigert die schöne Morgiane, die von ihrem eigenen Vater als Sklavin verkauft wird. Ali führt sie in den Harem seines Herrn Cassim, wo die neue Sklavin einen Bauchtanz aufführt. Als Cassim sich an Morgiane vergreifen will, schützt Ali sie mehrfach durch eine List.
Da ihm Morgiane gefällt, beginnt er, um sie zu werben, und will ihr einen Papagei von einem Vogelhändler kaufen, der mit einer Karawane reitet. Unmittelbar nach dem Kauf wird die Karawane von Räubern überfallen. Ali versteckt sich in einem Weidenkorb, wird jedoch mitsamt dessen tragenden Kamel und dem Rest der Karawanentiere und den Waren von den Räubern zu deren Versteck geführt. Die Räuber bringen ihr Diebesgut in die Höhle und reiten davon, während Ali zurückbleibt und sich durch den mit angehörten Zauberspruch „Sesam, öffne dich!“ Zutritt zur Höhle verschafft. Ali stiehlt einige Goldmünzen, verlässt die Höhle und kehrt zum Anwesen von Cassim zurück. Er kündigt sein Dienstverhältnis bei Cassim und kauft ihm die Sklavin Morgiane ab. Ali ist offenherzig naiv und erzählt Qassim, dass er überaus reich geworden ist, woraufhin dieser hinter Alis Geheimnis zu kommen versucht und ihn betrunken macht, zu der Höhle führt und sogar das Passwort sagt. Als beide die Höhle wieder verlassen, werden sie von Abdul, dem Anführer der Räuber, beobachtet.
Zunächst bringt Ali Morgiane zu ihrem Vater zurück und erklärt, sie sei frei – er will freiwillig ihre Liebe erlangen. Er verteilt Goldmünzen an das einfache Volk und erwirbt ein neues Haus. Beim Gang auf die Dachterrasse sieht Ali auf den Sklavenmarkt hinunter, wo er entsetzt feststellt, dass Morgianes Vater seine Tochter erneut als Sklavin verkaufen will. Ali interveniert rechtzeitig, befreit Morgiane und bittet sie, seine Frau zu werden. Bei der Rückkehr in sein Haus begegnet Ali einem vermeintlichen Handleser, bei dem es sich in Wahrheit um Abdul, den Anführer der Räuber, handelt. Ali ist von ihm angetan und erlaubt ihm und seinen „40 Freunden“, am Abend in sein Haus zu kommen, um bei seiner Hochzeit mit Morgiane anwesend zu sein. An besagten Abend verschaffen sich sowohl Männer von Cassim, als auch Abduls Räuber Zugang zu Alis Haus, wobei sie gegeneinander kämpfen. Es gelingt Ali, beide Anführer zu überwinden, die am nächsten Tag in Käfigen eingesperrt zur allgemeinen Belustigung des Volkes an den Pranger gestellt werden. Ali Baba hat nun endlich seine Morgiane geheiratet und das verbliebene Geld an die Armen und Bedürftigen der Stadt verteilt. So ist er zwar glücklich, doch letztlich wieder arm.

## Synchronisation
Der Film wurde zweimal synchronisiert, sowohl in der BRD, als auch in der DDR. Die westdeutsche Synchronfassung entstand bei der IFU in Remagen. Georg Rothkegel schrieb das Dialogbuch und führte Regie. Die ostdeutsche Synchronisation wurde im Ost-Berliner DEFA Studio für Synchronisation aufgenommen.
| Rolle                          | Darsteller      | Synchronsprecher (BRD 1954) | Synchronsprecher (DDR 1989) |
| ------------------------------ | --------------- | --------------------------- | --------------------------- |
| Ali Baba                       | Fernandel       | Alfred Balthoff             | Dietmar Richter-Reinick     |
| Morgiane                       | Samia Gamal     | Ilka Hugo                   | Andrea Aust                 |
| Abdul, der Anführer der Räuber | Dieter Borsche  | Dieter Borsche              | Werner Ehrlicher            |
| Cassim, der Händler            | Henri Vilbert   | Werner Lieven               | Hans-Joachim Hanisch        |
| der Mufti                      | Gaston Orbal    | Werner Lieven               | Hans-Ulrich Lauffer         |
| Morgianes Vater                | Édouard Delmont | Wimm Schroers               | Werner Kamenik              |
| erster Bettler                 | Julien Maffre   | N.N.                        | Hans-Joachim Leschnitz      |
| zweiter Bettler                | José Casa       | N.N.                        | Peter Panhans               |
| dritter Bettler                | Edmond Ardisson | Gerhard Geisler             | Karl Heinz Oppel            |
| vierter Bettler                | Manuel Gary     | N.N.                        | Manfred Richter             |
| Prolog-Sprecher                | N.N.            | N.N.                        | Erhard Köster               |

## Produktionsnotizen
Ali Baba wurde vom 12. April bis zum 14. Juli 1954 in Marokko (Ouarzazate, Taroudant und Agadir) (Außenaufnahmen) und in den Studios von Billancourt (Atelieraufnahmen) gedreht und am 21. Dezember 1954 in Deutschland uraufgeführt. Die französische Erstaufführung war drei Tage später, am Heiligabend desselben Jahrs. Am 9. April 1955 lief der Film auch in Österreich an, am 5. Februar 1961 wurde Ali Baba erstmals im deutschen Fernsehen (ARD) ausgestrahlt.
Die Kostüme entwarfen Jacqueline Moreau und Georges Wakhévitch, der auch für die Filmbauten verantwortlich zeichnete.

## Kritik
„Beim ersten Ansehen hat mich Ali Baba enttäuscht, beim zweiten gelangweilt und beim dritten begeistert und entzückt. Man muss das Stadium der Überraschung hinter sich lassen, man muss die Struktur des Films kennen, um die Empfindung des Unausgeglichenen entschwinden zu lassen, die man zuallererst empfunden hatte.“

„Mäßig kurzweilige, aber farbenprächtige Variante des orientalischen Märchens. Als volksverbundener Titelheld überzuckert Fernandel seine mimischen Clownerien mit neckischer Treuherzigkeit. Die Charge des Räuberhauptmanns wurde mit Dieter Borsche besetzt, der sich am Ende ausgiebig mit faulem Obst bewerfen lassen muß.“

Paimann’s Filmlisten resümierte: „Hier einmal 1001 Nacht à la Fernandel: mit ironischem Grundton, vom Humor des Künstlers getragen, in echter orientalischer Umwelt, aber auch ohne das rasante Tempo der amerikanischen Verfilmung.“

„Motive aus 1001 Nacht in einem Film, der sich zwischen Märchen und Parodie nicht recht entscheiden kann.“

## Unterschiede zur ursprünglichen Ali-Baba-Erzählung
Der Film weicht in zentralen Details von der Handlung der Originalerzählung ab. Im literarischen Original ist Qassim (Cassim) nicht der Arbeitgeber, sondern Bruder von Ali Baba. Die Sklavin Mardschana (Morgiane) ist bereits in seinem Besitz und wird weder auf dem Sklavenmarkt gekauft, noch später verkauft. Der im Film ledige Ali Baba ist in der Originalerzählung verheiratet und hat einen nahezu erwachsenen Sohn. Qassim stirbt, nachdem er Ali Baba das Geheimnis der Höhle entlockt hat und Mardschana geht so in Alis Besitz über. Als sie ihm später zweimal das Leben rettet, schenkt er ihr zunächst die Freiheit und verheiratet sie später mit seinem Sohn. 